# Sărățica Veche, Leova
Sărățica Veche este un sat din cadrul comunei Tomaiul Nou din raionul Leova, Republica Moldova.

## Demografie

### Structura etnică
Structura etnică a localității conform recensământului populației din 2004:
| Grup etnic                    | Populație | % Procentaj |
| ----------------------------- | --------- | ----------- |
| Băștinași declarați Moldoveni | 329       | 94,00%      |
| Bulgari                       | 13        | 3,71%       |
| Ucraineni                     | 5         | 1,43%       |
| Ruși                          | 1         | 0,29%       |
| Alții                         | 2         | 0,57%       |
| Total                         | 350       |             |